# A Game of Thrones - Genesis
A Game of Thrones - Genesis è un videogioco strategico in tempo reale del 2011 pubblicato dalla Focus Home Interactive.
Il videogioco è ispirato alla serie di romanzi Cronache del ghiaccio e del fuoco di George R. R. Martin.

## Trama
La trama copre oltre mille anni di storia dei Sette Regni, da quando la guerriera Nymeria giunse nel regno di Dorne, ripercorre le tappe principali della cronologia delle Cronache del ghiaccio e del fuoco, tra cui il risveglio degli Estranei al di là della Barriera, l'invasione di Aegon il Conquistatore e la conquista del Trono di Spade da parte di Robert Baratheon.

## Modalità di gioco
Lo scopo del gioco è conquistare il Trono di Spade accumulando punti "prestigio" durante il gioco.
Ogni nobile casa ha unità speciali e particolari abilità. Casa Stark, ad esempio, ha i meta-lupi, mentre Casa Baratheon arcieri specializzati.
Il gioco ha due modalità: Versus e Campaign.